# كأس الدوري الإسباني 1986
كأس الدوري الإسباني 1986 هو النسخة الرابعة والأخيرة من كأس الدوري الإسباني. انطلقت المنافسة في 1 مايو 1986، وانتهت في 14 يونيو 1986. بسبب ضيق الوقت والتشبع وضغط الأندية، استمرت البطولة لمدة 4 سنوات فقط منذ 1982، حتى تم إلغاؤها في 1986.

## النظام
لُعب كأس الدوري الإسباني من قبل 18 فريقًا من الدوري الإسباني 1985–86 والفائزين الأربعة بكأس الدوري الإسباني 1985 من الدرجة الثانية والدرجة الثانية ب والدرجة الثالثة. لٌعبت جميع الجولات بنظامالذهاب والإياب. يتأهل الفريق الذي سجل أكبر عدد من الأهداف في النتيجة الإجمالية للمباراتين إلى الدور التالي.

### فرق الدوري الاسباني
| - أثلتيك بلباو - أتلتيكو مدريد - نادي برشلونة - ريال بيتيس - نادي قادش | - سيلتا فيغو - إسبانيول - نادي إيركوليس - نادي لاس بالماس - أوساسونا | - راسينغ سانتاندير - ريال مدريد - ريال سرقسطة - ريال سوسيداد - ريال بلد الوليد | - نادي إشبيلية - ريال سبورتينغ خيخون - نادي فالنسيا |

### الفرق الأخرى
- ريال أوفييدو، الفائز بكأس الدوري الإسباني الدرجة الثانية 1985.
- نادي سيستاو، الفائز بكأس الدوري الإسباني الدرجة الثالنية ب المجموعة الأولى 1985.
- نادي ألباسيتي، الفائز بكأس الدوري الإسباني الدرجة الثانية ب المجموعة الثانية 1985.
- نادي كونكينسي، الفائز بكأس الدوري الإسباني الدرجة الثالثة 1985.

## الدور الأول
الذهاب: 1 و 4 مايو 1986. الإياب: 8 و9 مايو 1986.
| الفريق الأول    | إجم.     | الفريق الثاني    | مباراة الذهاب | مباراة الإياب |
| --------------- | -------- | ---------------- | ------------- | ------------- |
| أوساسونا        | 4-5      | ريال بيتيس       | 2-2           | 2-3           |
| قادش            | 0-1      | سبورتينغ خيخون   | 0-1           | 0-0           |
| ريال سرقسطة     | 4-1      | إيركوليس         | 2-1           | 2-0           |
| كونكينسي        | 3-5      | فالنسيا          | 2-2           | 1-3           |
| سيلتا فيغو      | 3-4      | إسبانيول         | 3-2           | 0-2           |
| ريال سوسيداد    | 4-3      | أثلتيك بلباو     | 2-1           | 2-2           |
| سيستاو          | 3-2      | لاس بالماس       | 2-0           | 1-2           |
| ريال أوفييدو    | (ج.) 3-3 | راسينغ سانتاندير | 3-0           | 0-3           |
| ريال بلد الوليد | 8-5      | ألباسيتي         | 5-1           | 3-4           |

- معفون: أتلتيكو مدريد ، برشلونة ، ريال مدريد ، إشبيلية.

## الدور الثاني
الذهاب: 11 و 14 مايو 1986. الإياب: 18 و21 مايو 1986.
| الفريق الأول  | إجم. | الفريق الثاني   | مباراة الذهاب | مباراة الإياب |
| ------------- | ---- | --------------- | ------------- | ------------- |
| برشلونة       | 6-2  | ريال مدريد      | 2-2           | 4-0           |
| فالنسيا       | 6-3  | إسبانيول        | 5-2           | 1-1           |
| ريال أوفييدو  | 2-5  | ريال سوسيداد    | 2-1           | 0-4           |
| أتلتيكو مدريد | 4-3  | ريال بلد الوليد | 3-3           | 1-0           |
| إشبيلية       | 0-1  | سيستاو          | 0-0           | 0-1           |

- معفون: ريال بيتيس، ريال سرقسطة، سبورتينغ خيخون.

## ربع النهائي
الذهاب: 24 و25 مايو 1986. الإياب: 29 مايو 1986.
| الفريق الأول | إجم. | الفريق الثاني  | مباراة الذهاب | مباراة الإياب |
| ------------ | ---- | -------------- | ------------- | ------------- |
| برشلونة      | 3-2  | سبورتينغ خيخون | 1-0           | 2-2           |
| ريال سوسيداد | 2-3  | ريال سرقسطة    | 1-0           | 1-3           |
| فالنسيا      | 2-4  | ريال بيتيس     | 1-2           | 1-2           |
| سيستاو       | 3-4  | أتلتيكو مدريد  | 3-2           | 0-2           |

## نصف النهائي
الذهاب: 4 يونيو 1986. الإياب: 8 يونيو 1986.
| الفريق الأول  | إجم. | الفريق الثاني | مباراة الذهاب | مباراة الإياب |
| ------------- | ---- | ------------- | ------------- | ------------- |
| ريال سرقسطة   | 1-4  | ريال بيتيس    | 1-2           | 0-2           |
| أتلتيكو مدريد | 1-2  | برشلونة       | 0-1           | 1-1           |

## النهائي

### مباراة الذهاب
| ريال بيتيس   | 1–0 | برشلونة |
| ------------ | --- | ------- |
| كالديرون 16' |     |         |

| ريال بيتيس | برشلونة |

### مباراة الإياب
| برشلونة                        | 2–0 | ريال بيتيس |
| ------------------------------ | --- | ---------- |
| أماريا 9' · أليكزانكو 40' (ج.) |     |            |

| برشلونة | ريال بيتيس |

| كأس الدوري الإسباني 1986 |
| ------------------------ |
| برشلونة ثاني لقب         |

## روابط خارجية
- RSSSF